# Eligio Ayala
José Eligio Ayala (ur. 4 grudnia 1879 w Mbuyapey, zm. 25 października 1930 w Asunción) – paragwajski polityk i publicysta. 
Od 1911 do 1920 na emigracji, od 1920 do 1923 i od 1928 minister skarbu, od kwietnia 1923 do marca 1924 prezydent tymczasowy, od sierpnia 1924 do sierpnia 1928 prezydent z ramienia Partii Liberalnej. Został zamordowany.